# Conor Washington
Conor James Washington, né le 18 mai 1992 à Chatham, est un footballeur international nord-irlandais qui évolue au poste d'attaquant à Matlock Town.

## Biographie

### En club
Le 28 novembre 2015, il inscrit un triplé en League One (D3) sur la pelouse de Scunthorpe United.
Le 19 janvier 2016, il rejoint le club des Queens Park Rangers, équipe évoluant en Championship (D2).
Le 31 août 2018, il rejoint Sheffield United.
A l'issue de la saison 2018-2019, il est libéré par Sheffield United. 
Le 27 juin 2019, il signe un contrat avec Hearts. Il les rejoint officiellement le 1er juillet.
Le 13 août 2020, il rejoint Charlton Athletic.
Le 27 mai 2022, il rejoint Rotherham United.
Le 7 juillet 2023, il rejoint Derby County.

### En équipe nationale
Le 24 mars 2016, il fait ses débuts en faveur de l'équipe nationale nord-irlandaise, lors d'un match amical contre le pays de Galles.

## Palmarès

### En club
- Sheffield United
  - Vice-champion d'Angleterre de Champion d'Angleterre de deuxième division en 2019.
- Derby County
  - Vice-champion d'Angleterre de troisième division en 2024.